# Otto Schmiedeknecht
Otto Schmiedeknecht, född den 8 september 1847 i Bad Blankenburg, död den 11 februari 1936 i Bad Blankenburg, var en tysk entomolog specialiserad på steklar, särskilt brokparasitsteklar.
Auktorsnamnet Schmiedeknecht kan användas för Otto Schmiedeknecht i samband med ett vetenskapligt namn inom zoologin; se Wikipedia-artiklar som länkar till auktorsnamnet.